# Iglesias (priimek)
Iglesias je priimek več znanih oseb:

## Pomembni nosilci priimka
- Enrique Iglesias (*1975), španski glasbenik
- Gerardo Iglesias (*1945), španski politik
- Ignasi Iglesias (1871—1928), katalonski pesnik
- Julio Iglesias (*1943), španski pevec
- Julio José Iglesias (*1973), španski pevec
- Miguel Iglesias (1822—1901), perujski general in politik
- Pablo Iglesias (1850—1925), španski politik
- Pablo Iglesias Turrión (*1978), španski politik